# Ärkebiskopsvalet i Svenska kyrkan 2022
Ärkebiskopsvalet i Svenska kyrkan 2022 var ett val av Svenska kyrkans ärkebiskop, som ägde rum den 8 juni 2022, då Martin Modéus valdes till ärkebiskop. 
Den 30 oktober 2022 lägger ärkebiskop Antje Jackelén ner sin stav och avgår som ärkebiskop. Antje Jackelén tillträdde som ärkebiskop efter att ha vunnit ärkebiskopsvalet i Svenska kyrkan 2013. Den 4 december 2022 installerades Martin Modéus som ärkebiskop.

## Valprocessen
Den 7 december 2021 meddelade Svenska kyrkan att Jackelén ämnar att avgå från ärkebiskopsämbetet med anledning av att hon har uppnått åldern för pension. Jackelén lägger ner staven i Uppsala domkyrka den 30 oktober 2022.

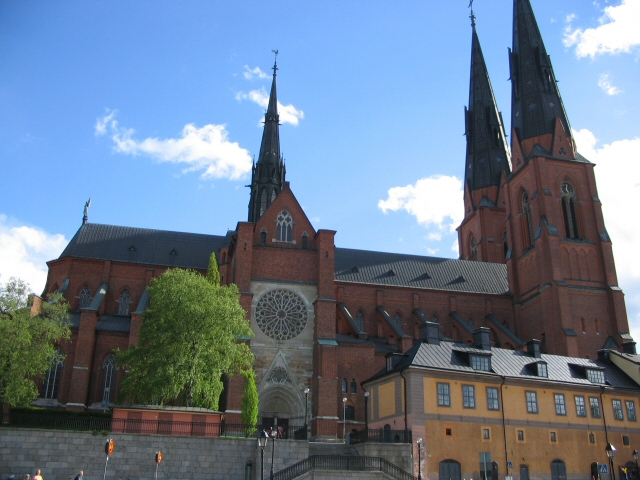
Uppsala domkyrka, säte för ärkebiskopen.

Den 15 mars 2022 hölls ett samråds- och pläderingsmöte, vilket var ett tillfälle för att plädera för namn till det kommande nomineringsvalet. De namn som det pläderades för var:
- Johan Dalman, biskop i Strängnäs stift.
- Karin Johannesson, biskop i Uppsala stift.
- Fredrik Modéus, biskop i Växjö stift.
- Martin Modéus, biskop i Linköpings stift.
- Mikael Mogren, biskop i Västerås stift.

De namn som det pläderades för är inga officiella kandidater till ärkebiskopsämbetet. 

### Kandidater
Den 30 mars hölls ett nomineringsval, under vilket fem officiella kandidater till ärkebiskopsposten valdes. Följande fem biskopar valdes till officiella kandidater till blivande ärkebiskop:
- Martin Modéus, biskop i Linköpings stift (29,25%)
- Johan Dalman, biskop i Strängnäs stift (20,07%)
- Mikael Mogren, biskop i Västerås stift (18,71%)
- Karin Johannesson, biskop i Uppsala stift (13,27%)
- Fredrik Modéus, biskop i Växjö stift (11,22%)

Martin Modéus är följaktligen den kandidat som fick flest röster, följt av Johan Dalman. Resultatet från nomineringsvalet är ett prelimärt resultat, som fastslås den 6 april. Totalt 756 personer var röstberättigade, bestående av stiftsstyrelser, domkapitel och kyrkostyrelsen, samt präster, diakoner och elektorer i Uppsala stift.

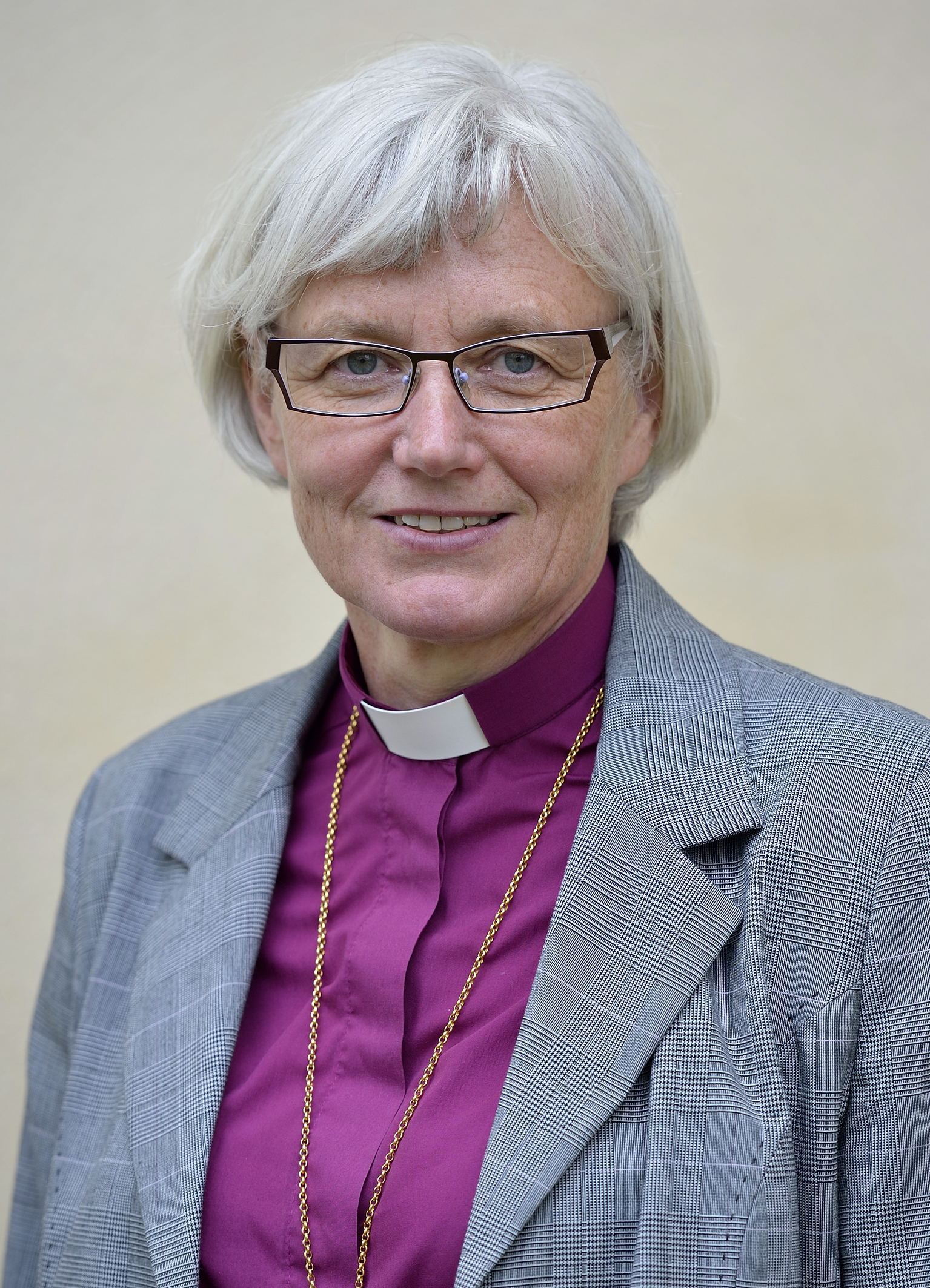
Avgående ärkebiskop Antje Jackelén.

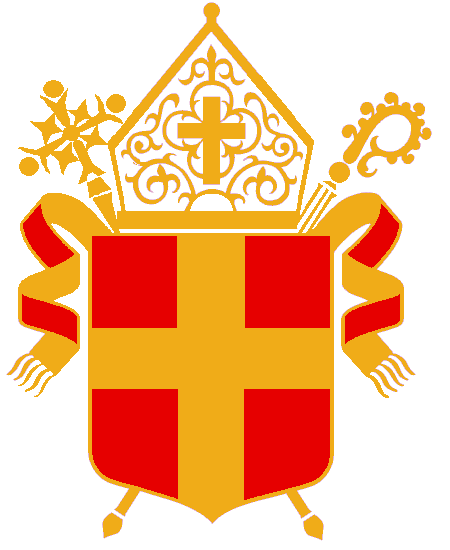
Sveriges ärkebiskopsvapen

Den 22 april 2022 hölls en utfrågning av de fem kandidaterna i Lötenkyrkan i Uppsala. Dessa utfrågningar leddes av Mark Levengood författare och programledare och Anna Lindman, journalist på Sveriges television. 

### Första valomgången
Den 18 maj hölls den första valomgången. Ingen av kandidaterna fick över 50% och därmed väntar en ytterligare valomgång den 8 juni. De kandidater som gick vidare till nästa valomgången är Martin Modéus och Johan Dalman. Resultatet den 18 maj blev:
- Martin Modéus (37,8%)
- Johan Dalman (28,7%)
- Mikael Mogren (15,3%)
- Karin Johannesson (9%)
- Fredrik Modéus (9%)

I ärkebiskopsvalet 2013 hölls endast en valomgång då Antje Jackelén fick över 50%. 

### Andra valomgången

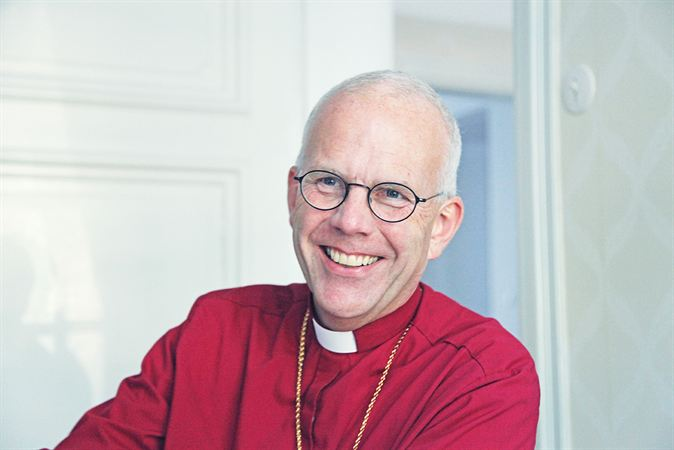
Martin Modéus.

Den andra valomgången hölls den 8 juni 2022 mellan Johan Dalman och Martin Modéus. Resultatet i valet blev:
- Martin Modéus: (59%)
- Johan Dalman: (41%)

Den 4 december 2022 hölls mottagningsgudstjänsten för Martin Modéus i Uppsala domkyrka, som är sätet för ärkebiskopen. 

## Ärkebiskopsämbetet
Ärkebiskopen är Svenska kyrkans primas, samt kyrkans högsta företrädare. Tillsammans med biskopen i Uppsala stift, leder ärkebiskopen stiftet. Ärkebiskopen är ordförande i Svenska kyrkans kyrkostyrelse, Kyrkans läronämnd och i biskopsmötet.
Sätet för ärkebiskopen är Uppsala. 